# Rhododendron walongense
Rhododendron walongense är en ljungväxtart som beskrevs av F. K. Ward. Rhododendron walongense ingår i släktet rododendron, och familjen ljungväxter. Inga underarter finns listade i Catalogue of Life.